# Архиепархия Кито
Архиепархия Кито (лат. Archidioecesis Quitensis) — архиепархия Римско-Католической церкви с центром в городе Кито, столице Эквадора. В митрополию Кито входят епархии Амбато, Гуаранды, Ибарры, Латакунги, Риобамбы, Тулькана. Кафедральным собором архиепархии Кито является Кафедральный собор Кито.

## История
Святой Престол учредил католическую епархию в Кито 8 января 1545 года буллой Super specula Militantis Ecclesiae папы римского Павла III, возведена в достоинства митрополичьей архиепархии в 18 января 1848 года папой римским Пием IX.

## Ординарии
Епископы Кито
- епископ García Díaz Arias — (8 января 1546 — 1562);
- епископ Pedro de la Peña, O.P. — (15 мая 1565 — март 1583);
- епископ Antonio de San Miguel Avendaño y Paz, O.F.M. — (9 марта 1588 — 7 ноября 1590);
- епископ Luis López de Solís, O.S.A. — (7 сентября 1592 — 18 июля 1605);
- епископ Salvador Ribera Avalos, O.P. — (17 августа 1605 — 1612);
- епископ Alfonso Santillán Fajardo, O.P. — (23 марта 1616 — 15 октября 1620);
- епископ Francisco Sotomayor, O.F.M. — (18 декабря 1623 — 5 июня 1628);
- епископ Pedro de Oviedo Falconi, O. Cist. — (10 июля 1628 — 21 августа 1645);
- епископ Agustín de Ugarte y Sarabia — (1648 — 6 декабря 1650);
- епископ Sancho Pardo de Andrade de Figueroa y Cárdenas — (1678 — 1702);
- епископ Диего Ладрон де Гевара — (1703 — 1710);
- епископ Luis Francisco Romero — (12 июля 1717 — 19 ноября 1725);
- епископ Juan Gómez de Neva y Frías — (19 ноября 1725 — 21 августа 1729);
- епископ Pedro Ponce y Carrasco — (20 декабря 1762 — 28 октября 1775);
- епископ Blas Manuel Sobrino y Minayo — (16 декабря 1776 — 15 декабря 1788);
- епископ José Pérez Calama — (30 марта 1789 — 2 декабря 1792);
- епископ Miguel Alvarez Cortez — (22 сентября 1795 — 1 февраля 1801);
- епископ José Cuero y Caicedo — (1802 — 1815);
- епископ Leonardo Santander Villavicencio — (2 октября 1818 — 29 апреля 1824);
- епископ Rafael Lasso de la Vega y Chiriboga — (15 декабря 1828 — 16 апреля 1831);
- епископ Nicolás Joaquín de Arteta y Calisto — (29 июля 1833 — 6 сентября 1849).

Архиепископы Кито
- архиепископ Франсиско Хавьер де Гарайкоа — (5 сентября 1851 — 2 декабря 1859);
- архиепископ Хосе Игнасио Чека-и-Барба — (16 марта 1868 — 30 марта 1877);
- архиепископ Хосе Игнасио Ордоньес-и-Лассо — (3 июля 1882 — 14 июня 1893);
- архиепископ Педро Рафаэль Гонсалес-и-Каллисто — (15 июня 1893 — 1905);
- архиепископ Федерико Гонсалес Суарес — (14 декабря 1905 — 5 декабря 1917);
- архиепископ Мануэль Мария Полит Лассо — (7 июня 1918 — 30 октября 1932);
- кардинал Карлос Мария де Ла Торре — (8 сентября 1933 — 23 июня 1967);
- кардинал Пабло Муньос Вега, S.J. — (23 июня 1967 — 1 июня 1985);
- кардинал Антонио Хосе Гонсалес Суммарага — (1 июня 1985 — 21 марта 2003);
- кардинал Рауль Эдуардо Вела Чирибога — (21 марта 2003 — 11 сентября 2010);
- архиепископ Фаусто Травес Травес, O.F.M. — (11 сентября 2010 — 5 апреля 2019);
- архиепископ Альфредо Хосе Эспиноса Матеус, O.S.B. — (5 апреля 2019—).

## Суффраганные диоцезы
- Диоцез Амбато;
- Диоцез Гуаранды;
- Диоцез Ибарры;
- Диоцез Латакунги;
- Диоцез Риобамбы;
- Диоцез Тулькана.